# Робинсон, Тэд
Тэд Робинсон (англ. Tad Robinson); 24 июня 1956, Нью-Йорк, США  — американский блюзовый харпер, певец, автор песен, актёр. Номинант Blues Music Awards в номинациях «Альбом соул-блюза» (2005, 2008, 2011, 2016, 2020), «Исполнитель соул-блюза» (2005, 2008, 2009, 2011, 2020), «Песня года» (2011) .

## Биография
Тэд Робинсон родился и вырос в Нью-Йорке, в Верхнем Ист-Сайде Манхэттена. Его родители и брат с сестрой увлекались музыкой, как вспоминал Робинсон: «Когда я рос, у нас в квартире стояло пианино. Я баловался и начал пытаться писать простые песни и аккомпанировать себе. У меня были начальные навыки игры на пианино, которые я освоил самостоятельно, и это позволяло мне брать простые аккорды». Учился в школе New Lincoln School, в пятом классе начал играть в своей первой рок-группе; в старшей школе продолжал играть и тогда увлёкся гармоникой .  В 1974 году он уже сносно играл на губной гармонике, и познакомился с Джеймсом Коттоном: «Когда я услышал, как Коттон играет на губной гармошке, я не мог поверить своим ушам. Меня зацепил звук, эмоции…Я всегда был певцом, но именно игра на губной гармошке пробудила во мне интерес к блюзу» . После школы поступил в Колумбийский университет, но проучившись год, в 1976 году перешёл в музыкальную школу Индианского университета в Блумингтоне, которую окончил в 1980 году. Во время учёбы в университете играл на региональном уровне в группе  Hesitation Blues Band, которая выпустила в 1979 году единственный альбом Bring It in the Alley и выступала на разогреве у многих звёзд: Мадди Уотерса, Альберта Кинга, Джона Ли Хукера, The Fabulous Thunderbirds, Бо Диддли. 
Вскоре по окончании обучения в 1982 году переехал в Чикаго , где поступил в аспирантуру Blues Dues Paying и стал вокалистом группы The Fabulous Fish Heads, в течение десятилетия выступая с ней в клубах Чикаго .  В конце 1980-х начал сотрудничать с группой New Deep Society, записав с ней несколько релизов. В начале 1990 стал выступать в составе Dave Specter & the Bluebirds, гастролировал с ними в Европе, участвовал в записи их альбома Blueplicity 1994 года, выпущенного Delmark Records. В том же году подписал контракт с Delmark и выпустил свой первый альбом под собственным именем, в 1998 году выпустил второй альбом. 
В 2004 году подписал контракт с Severn Records, где с того времени выпустил пять альбомов. С первым альбомом Did You Ever Wonder? Робинсон был номинирован на Blues Music Award сразу в двух номинациях: «Альбом соул-блюза» и «Исполнитель соул-блюза», и дальнейшем номинировался в этих категориях ещё восемь раз; кроме того в 2011 году песня «Rained All Night» Стива Гомеса в исполнении Робинсона была номинирована на звание песни года.   
Робинсон много гастролирует по США и выступал более чем в 20 странах мира на крупнейших международных блюзовых фестивалях, включая США, Австрию, Бельгию, Францию, Германию, Нидерланды и Швейцарию . Он является эндорсером губной гармошки Hohner с 1984 года. Его гармоники это Hohner Marine Band (модель 1896), Hohner Marine Band Crossover и Hohner Chromonica 270..
Номинант премии Blues Blast Awards 2011 года в категории «Лучший блюзовый исполнитель года» 
2 мая 2025 года Тэд Робинсон выпустил альбом Soul in Blue, вернувшись на Delmark Records, где он начинал карьеру . Отзывы на альбом были положительными: «В этих десяти мастерски написанных треках Робинсон проникает глубоко, страстно и сурово, кричит, стонет и ласково исполняет свой блюз. Именно эта суровость и заставляет всё работать — голос Робинсона пропитан дымным, выдержанным виски, мягким или резким, как того требует песня, с изредка пробирающим до мурашек фальцетом» .
Живёт в Индиане, его жена Эми — художница, учительница и риелтор, имеет двух сыновей. 
«С навыками игры на губной гармошке, полученными у Биг и Литтл Уолтеров , Сонни Боя I и II, Джуниора Уэллса, Джеймса Коттона и многих других, и вокала, сравнимого с Отисом Реддингом, Силом Джонсоном, Элом Грином и Тедди Пендерграссом, Тэд считается одним из самых уникальных и талантливых представителей международного сообщества блюза и соула» .
«Тэд Робинсон идеально вписался бы в компанию голубоглазых соул-певцов 60-х. Его вокал буквально пропитан соулом: он способен как с головой уйти в прямолинейный шаффл в стиле Литтл Уолтера, так и исполнить винтажную R&B-балладу О. В. Райта» .
«Эта принадлежность к нему верна и для его музыки. Если этот термин [соул-блюз] определяет блюзового исполнителя, передающего классические интонации и эмоции R&B, но не всегда придерживающегося 12- или 16-тактовых форматов, то Робинсон действительно соответствует этому званию. Его манера исполнения и авторская манера песен связывают его с такими звёздами соул-блюза, как Джонни Роулз, а также с недавно ушедшими из жизни легендами Чикаго Отисом Клэем и Силом Джонсоном»  

## Дискография

### Соло
- One to Infinity (Delmark Records, 1994)
- Last Go Round (Delmark Records, 1998)
- Did You Ever Wonder? (Severn Records, 2004)
- A New Point of View (Severn Records, 2007)
- Back in Style (Severn Records, 2010)
- Day Into Night (Severn Records, 2015)
- Real Street (Severn Records, 2019)
- Soul in Blue (Delmark Records, 2025)
- Live And On The Road (собственный релиз, 2025)

### The Hesitation Blues Band
- Bring It in the Alley (Jelly Roll Records, 1979)

### Big Shoulders
- Big Shoulders (Rounder Records, 1989)

### Dave Specter & The Bluebirds
- Blueplicity (Delmark Records, 1994)
- Live in Europe (Delmark Records; CrossCut Records, 1994)
- Live in Chicago [CD and DVD] (Delmark Records, 2008)

### B.B. & The Blues Shacks
- Live at Lucerne Blues Festival, (Stumble Records, 1998)

### Lars Kutschke
- While We’re Here, (Timezone Records, 2022)

### Иные релизы
- Best Kept Secret — Blues Harmonica [with Mitch Kashmar, Mark DuFresne, Steve Bailey] (Thumbs Up Records, 2004)

### В фильмах
- В осаде (1992) — композитор: «Sea of Blues», «Love You To Death», «Rap Mama Goose»; актёр/исполнитель: Bad Billy & The Bail Jumpers
- Идеальное убийство (1998) — исполнитель: «Sands of Time»
- Спасатель (2006) — исполнитель: «Hold Tight»